# Гхай, Субхаш
Субхаш Гхай (англ. Subhash Ghai; 24 января 1943, Нагпур, Махараштра, Индия) — индийский кинорежиссёр, актёр, продюсер, сценарист, монтажёр, основатель компании «Мukta Arts Ltd.».

## Биография
Родился в Нагпуре в пенджабской семье, происходившей из рода кшатриев. Его отец был дантистом, практиковавшим в Дели.
В 1968 году Субхаш Гхай окончил «Институт кино и телевидения» (FTII) в Пуне. Начинал свою карьеру как актёр. Дебютировал как режиссёр в 1976 году, сняв фильм «Каличаран» на основе собственного сценария. В 1978 году он основал свою продюсерскую компанию Mukta Arts Ltd. Почти все снятые им фильмы имели успех у зрителей. Среди его кинокартин наиболее известными стали: «Карма» (1986), «Рам Лакхан» (1989), «Торговец» (1993), «Злодей» (1993) и «Ритмы любви» (1999).
Субхаш Гхай стал первым индийским кинорежиссёром, который начал страховать свои фильмы. Также он помог многим индийским актерам найти своё место в киноиндустрии, среди них Ронит Рой, Минакши Шешадри, Мадхури Дикшит, Джеки Шрофф, Урмила Матондкар, Маниша Коирала, Вивек Мушран, Апурв Агнихотри, Махима Чаудхари.
В 2009 году Субхаш Гхай открыл в Мумбаи в киногородке («Filmcity») киноинститут под названием «Whistling Woods International» (WWI).

## Личная жизнь
В 1970 году женился на девушке, именем которой позднее назвал собственную кинокомпанию. (Рехана Фаруки) Мукта Гхай родила ему двух дочерей.

## Награды
- Filmfare Awards 1992 года в номинации «Лучший режиссёр» за фильм «Saudagar» / «Торговец» (1991).
- Filmfare Awards 1998 года в номинации «Лучший сценарий» за фильм «Pardes» / «Обманутые надежды» (1997).

## Фильмография

### В качестве актёра
| Год  |   | Русское название       | Оригинальное название | Роль               |
| ---- | - | ---------------------- | --------------------- | ------------------ |
| 1967 | ф |                        | Taqdeer               |                    |
| 1969 | ф | Преданность            | Aradhana              |                    |
| 1970 | ф |                        | Umang                 |                    |
| 1973 | ф |                        | Dhamkee               |                    |
| 1976 | ф |                        | Gumrah                |                    |
| 1976 | ф | Друг Кхан              | Khaan Dost            |                    |
| 2007 | ф | Когда одной жизни мало | Om Shanti Om          | В роли самого себя |

### В качестве режиссёра
| Год выхода | Русское название               | Оригинальное название    | Сферы деятельности | Сферы деятельности | Сферы деятельности | Примечания            |
| Год выхода | Русское название               | Оригинальное название    | Режиссёр           | Продюсер           | Сценарист          | Примечания            |
| ---------- | ------------------------------ | ------------------------ | ------------------ | ------------------ | ------------------ | --------------------- |
| 1976       |                                | Kalicharan               | Да                 |                    | Да                 |                       |
| 1978       |                                | Vishwanath               | Да                 |                    | Да                 |                       |
| 1979       | Гаутам и Говинда               | Gautam Govinda           | Да                 |                    | Да                 |                       |
| 1980       | Долг чести                     | Karz                     | Да                 | Да                 | Да                 |                       |
| 1981       | Убийца / Громовержец           | Krodhi                   | Да                 |                    | Да                 |                       |
| 1982       | Всемогущий                     | Vidhaata                 | Да                 |                    | Да                 | номинация на Filmfare |
| 1983       | Герой                          | Hero                     | Да                 | Да                 | Да                 |                       |
| 1985       | Невинная жертва                | Meri Jung                | Да                 | Да                 | Да                 | номинация на Filmfare |
| 1986       | Карма                          | Karma                    | Да                 | Да                 | Да                 |                       |
| 1989       | Рам и Лакхан                   | Ram Lakhan               | Да                 | Да                 | Да                 | номинация на Filmfare |
| 1991       | Торговец                       | Saudagar                 | Да                 | Да                 | Да                 | номинация на Filmfare |
| 1993       | Злодей                         | Khalnayak                | Да                 | Да                 | Да                 | номинация на Filmfare |
| 1997       | Обманутые надежды / На чужбине | Pardes                   | Да                 | Да                 | Да                 | номинация на Filmfare |
| 1999       | Ритмы любви / Музыка сердца    | Taal                     | Да                 | Да                 | Да                 | номинация на Filmfare |
| 2001       | Воспоминания                   | Yaadein                  | Да                 | Да                 | Да                 |                       |
| 2005       | Кисна: Защищая свою любовь…    | Kisna - The Warrior Poet | Да                 | Да                 | Да                 |                       |
| 2008       | Чёрное и белое                 | Black & White            | Да                 | Да                 | Да                 |                       |
| 2008       | Наследники                     | Yuvraaj                  | Да                 | Да                 | Да                 |                       |
| 2014       |                                | Kaanchi: The Unbreakable | Да                 | Да                 | Да                 |                       |

### В качестве продюсера
- 1983 – Герой /Hero
- 1995 — Три брата / Trimurti
- 2001 — Рахул / Rahul
- 2003 — Парни не промах / Ek Aur Ek Gyarah
- 2003 — Joggers' Park
- 2005 — Противостояние / Aitraaz
- 2005 — Икбал / Iqbal
- 2006 — Казино Чайна-Таун «36» / 36, China Town
- 2006 — До свадьбы / Shaadi Se Pehle
- 2007 — Наша мечта деньги / Apna Sapna Money Money
- 2008 — Из Бомбея в Бангкок / Bombay to Bangkok
- 2009 — Постояльцы / Paying Guests
- 2010 — Кто прав, кто виноват / Right Yaa Wrong
- 2010 — Прощай, бабник / Hello Darling
- 2011 — Любовный экспресс / Love Express
- 2011 — Дилемма / Kashmakash